# Michele Mattei
Michele Mattei (Cerreto Sannita, 23 luglio 1915 – Sidi Omar, 3 gennaio 1941) è stato un militare italiano, decorato di medaglia d'oro al valor militare alla memoria nel corso della seconda guerra mondiale.

## Biografia

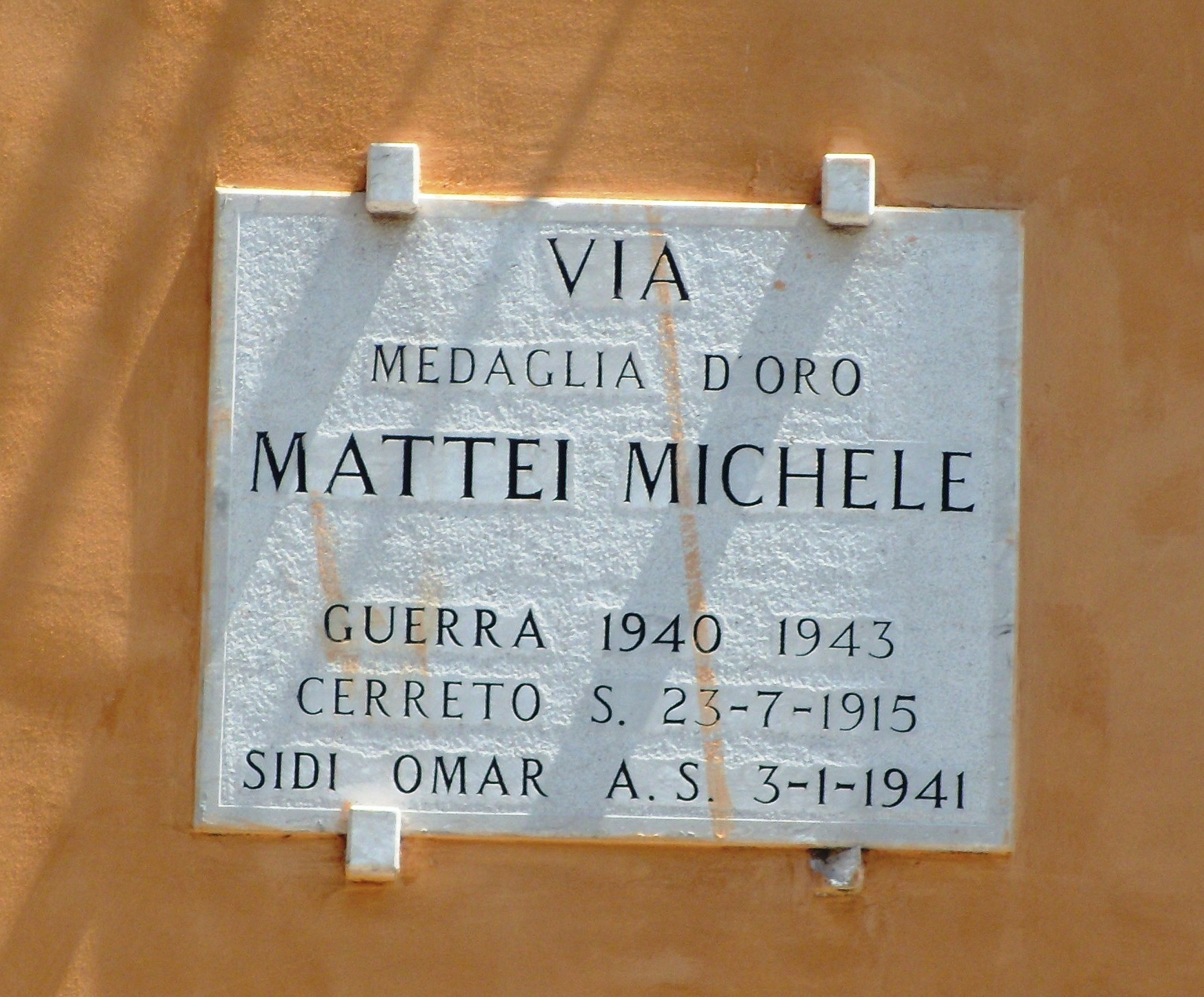
Targa presso la strada intitolata a Michele Mattei in Cerreto Sannita

Nacque a Cerreto Sannita il 23 luglio 1915, figlio di Geremia e Rosaria Ruggieri. Nel suo paese natale esercitava il mestiere di mugnaio; nell'aprile 1936 fu chiamato a prestare servizio militare di leva nel Regio Esercito, destinato agli Stabilimenti militari di pena, aggregato per l'addestramento al 15º Reggimento fanteria "Savona". Collocato in congedo nell’agosto 1937, il 2 settembre 1939 venne richiamato in servizio attivo presso il 40º Reggimento fanteria "Bologna", per poi passare, pochi giorni dopo, al 116º Reggimento fanteria "Treviso" della neocostituita 62ª Divisione fanteria "Marmarica". Il 2 maggio 1940 partì per l'Africa Settentrionale Italiana col reggimento mobilitato.
Dopo l'entrata in guerra del Regno d'Italia, avvenuta il 10 giugno 1940, combatté sul fronte egiziano, partecipando all'invasione italiana dell'Egitto e alla successiva controffensiva inglese (Operazione Compass). Cadde in combattimento a Sidi Omar il 3 gennaio 1941 mentre, rimasto ferito, cercava di proteggere il proprio comandante di compagnia. Per il coraggio dimostrato in questo frangente fu decorato con la medaglia d'oro al valor militare alla memoria.
A Michele Mattei sono intitolate due strade: una a Benevento e un'altra a Cerreto Sannita.